# 파올라 미나초니
파올라 미나초니(Paola Minaccioni, 1971년 9월 25일 ~ )는 이탈리아의 배우이다.

## 출연 작품
- 베네데타 폴리아 (2018)
- 패스튼 유어 시트벨츠 (2014)
- 우먼 드라이브 미 크레이지 (2013)
- 매그니피슨트 프레젠스 (2012)
- 리얼리티 : 꿈의 미로 (2012)
- 캔톤 가족 대소동 (2010)
- 애프터 러브 (2009)
- 남자는 아기를 원한다 (1993)